# Voo Air India 855
O voo 855 da Air India era uma rota regular de passageiros entre Bombaim e Dubai que caiu na tarde do dia de ano novo de 1978 a uns 3 km da costa de Bandra, em Bombaim. Nesse dia a rota era operada por um Boeing 747-237B com registro VT-EBD. Os 213 passageiros e tripulantes a bordo do avião morreram. Acredita-se que o acidente foi causado porque o capitão desorientou-se espacialmente por trás da falha de um dos instrumentos de voo na cabine. Foi o pior acidente aéreo da Índia até o choque de Charkhi Dadri em 1996.

## Avião e tripulação
O avião do acidente era um Boeing 747-237B com registro VT-EBD e batizado Emperor Ashoka. Foi o primeiro 747 entregado a Air India, no mês de abril de 1971.
O capitão do voo foi Mandan Lal Kukar, de 51 anos de idade. Começou a trabalhar na empresa em 1956 e tinha 18 mil horas de voo. O primeiro oficial foi Indu Virmani, de 42 anos e antigo comandante da força aérea que se uníu a Air India em 1976 e acumulava 4 mil horas de voo. O engenheiro de voo foi Alfredo Faria, de 53 anos e na companhia desde 1955. Tinha uma experiência de 11 mil horas, sendo um dos engenheiros de voo mais veteranos da Air Índia no momento do acidente.

## Acidente
Aproximadamente um minuto depois de decolar pela pista 27 do aeroporto Santa Cruz (atualmente chamado aeroporto Chhatrapati Shivaji), o capitão Kukar realizou um giro programado à direita ao cruzar a costa de Bombaim sobre o Mar Arábico para Dubai, depois do qual o avião voltou brevemente a posição nivelada. Segundos mais tarde o aparelho começou a inclinar-se lentamente para esquerda.
Segundo a investigação, as fitas do gravador de voz de cabine revelaram que houve uma grande confusão entre os três membros da tripulação de voo, que começou justo depois do giro à direita do avião. O capitão Kukar foi o primeiro em dar-se conta quando disse "O que está acontecendo aqui, meu instrumento..." explicando que o seu horizonte artificial "quebrou", indicando que ainda mostrava ao avião inclinando-se para direita. O primeiro oficial Virmani, cujo horizonte artificial presumivelmente funcional indicava agora uma inclinação à esquerda (e sem dar da preocupação do capitão), disse: "Meu também caiu, parece estar bem". Isto indicou que o seu horizonte também caíra, mas achava que o capitão interpretou de modo equivocado que os dois horizontes principais indicavam uma inclinação para direita, pelo que lhe disse a Virmani: "Verifique seu instrumento". Era depois do anoitecer e o avião voava no escuro Mar de Omã deixando à tripulação incapaz de verificar visualmente as suas leituras instrumentais com o horizonte real através das janelas. A percepção errônea do capitão da inclinação do aparelho fez com que acrescentasse mais esquerdo aos controles. Esta ação só piorou o problema, fazendo com que o Boeing 747 virasse perigosamente à esquerda numa inclinação de 108 graus e entrasse em perda, perdendo altura rapidamente.
O Boeing 747 tinha um terceiro horizonte artificial de respaldo no painel de instrumentos central entre os dois pilotos, e a transcrição das conversas da cabine mostram que o engenheiro de voo Faria disse ao capitão: "Não vá por esse, não vá por esse..." ou: "Não, mas vai por este capitão!" Faria esteve tentando dirigir a atenção do capitão Kukar para o terceiro horizonte artificial, ou talvez cara outro instrumento chamado indicador de giro e inclinação. Isto foi cinco segundos antes do impacto. O capitão berrou ao primeiro oficial: "Só reveja o instrumento!". O primeiro oficial respondeu:" Comprovo o que?" O aparelho se espatifou contra o mar com o morro inclinado uns 35 graus para baixo. O gravador de voz da cabine registrou brevemente o som do impacto até que parou abruptamente. Não houve sobreviventes entre os 190 passageiros e os 23 tripulantes. Todo o voo durou só 1 minuto e 41 segundos.

## Causa provável
Os restos recuperados não revelavam nenhuma evidência de explosão, incêndio ou falha elétrica ou mecânica. Assim, a teoria inicial de sabotagem foi descartada.
A investigação concluiu que a causa provável foi devido a entradas de controle irracionais por parte do piloto além de um completo desconhecimento da altitude já que o indicador não funcionava bem. A tripulação não conseguiu controlar o avião em função dos outros instrumentos de voo".
O juiz do Distrito Federal dos Estados Unidos James M. Fitzgerald, numa decisão de 139 páginas publicada o 1 de novembro de 1985, rejeitou as acusações de negligencia contra a Boeing Company, Lear Siegler Inc, e a Collins Division de Rockwell International Corporation num certo relacionado com o acidente.